# Apomecyna adspersaria
Apomecyna adspersaria är en skalbaggsart som beskrevs av Stefan von Breuning 1942. Apomecyna adspersaria ingår i släktet Apomecyna och familjen långhorningar. Inga underarter finns listade i Catalogue of Life.